# Campeonato Mundial de Snowboard de 2017 - Big air feminino
A prova do big air feminino do Campeonato Mundial de Snowboard de 2017 foi disputada entre 16 e 17 de março  em Serra Nevada na Espanha. 37 atletas de 21 nacionalidades participaram do evento.

## Medalhistas
| Ouro              | Prata                | Bronze               |
| Anna Gasser (AUT) | Enni Rukajärvi (FIN) | Silje Norendal (NOR) |

## Resultados

### Qualificação
A seguir estão os resultados da qualificação
Bateria 1
| Colocação | Bib | Nome                           | Nacionalidade  | Descida 1 | Descida 2 | Melhor | Notas |
| --------- | --- | ------------------------------ | -------------- | --------- | --------- | ------ | ----- |
| 1         | 1   | Anna Gasser                    | Áustria        | 82.00     | 90.00     | 90.00  | Q     |
| 2         | 13  | Silje Norendal                 | Noruega        | 84.33     | 76.66     | 84.33  | Q     |
| 3         | 9   | Jessika Jenson                 | Estados Unidos | 74.33     | 81.66     | 81.66  | SF    |
| 4         | 35  | Antonia Yañez                  | Chile          | 34.00     | 80.33     | 80.33  | SF    |
| 5         | 17  | Queralt Castellet              | Espanha        | 78.66     | 13.33     | 78.66  | SF    |
| 6         | 22  | Sofya Fedorova                 | Rússia         | 78.00     | 14.33     | 78.00  |       |
| 7         | 16  | Aimee Fuller                   | Grã-Bretanha   | 63.33     | 69.33     | 69.33  |       |
| 8         | 20  | Lucile Lefevre                 | França         | 65.33     | 38.00     | 65.33  |       |
| 9         | 34  | Tess Coady                     | Austrália      | 61.33     | 65.00     | 65.00  |       |
| 10        | 26  | María Hidalgo                  | Espanha        | 59.66     | 59.66     | 59.66  |       |
| 11        | 5   | Klaudia Medlová                | Eslováquia     | 57.33     | 18.00     | 57.33  |       |
| 12        | 30  | Babs Barnhoorn                 | Países Baixos  | 56.66     | 52.66     | 56.66  |       |
| 13        | 4   | Karly Shorr                    | Estados Unidos | 37.66     | 56.00     | 56.00  |       |
| 14        | 54  | Kateřina Vojáčková             | Chéquia        | 47.00     | 55.33     | 55.33  |       |
| 15        | 12  | Brooke Voigt                   | Canadá         | 50.00     | 31.66     | 50.00  |       |
| 16        | 8   | Yuka Fujimori                  | Japão          | 35.00     | 37.33     | 37.33  |       |
| 17        | 31  | Urška Pribošič                 | Eslovênia      | 27.33     | 30.33     | 30.33  |       |
| 18        | 39  | Emmi Parkkisenniemi            | Finlândia      | 23.33     | 18.00     | 23.33  |       |
| 19        | 40  | Sandra Isabel Hillen Rodriguez | México         | 18.66     | 5.00      | 18.66  |       |

Bateria 2
| Colocação | Bib | Nome                 | Nacionalidade  | Descida 1 | Descida 2 | Melhor | Notas |
| --------- | --- | -------------------- | -------------- | --------- | --------- | ------ | ----- |
| 1         | 11  | Laurie Blouin        | Canadá         | 20.00     | 91.66     | 91.66  | Q     |
| 2         | 2   | Enni Rukajärvi       | Finlândia      | 84.66     | 26.66     | 84.66  | Q     |
| 3         | 24  | Kjersti Buaas        | Noruega        | 83.66     | 9.66      | 83.66  | SF    |
| 4         | 3   | Cheryl Maas          | Países Baixos  | 82.33     | 81.66     | 82.33  | SF    |
| 5         | 10  | Zoi Sadowski Synnott | Nova Zelândia  | 80.33     | 82.00     | 82.00  | SF    |
| 6         | 6   | Silvia Mittermüller  | Alemanha       | 80.00     | 15.33     | 80.00  |       |
| 7         | 37  | Ty Walker            | Estados Unidos | 18.66     | 79.00     | 79.00  |       |
| 8         | 7   | Miyabi Onitsuka      | Japão          | 76.66     | 60.00     | 76.66  |       |
| 9         | 19  | Carla Somaini        | Suíça          | 17.00     | 76.33     | 76.33  |       |
| 10        | 15  | Isabel Derungs       | Suíça          | 74.33     | 64.66     | 74.33  |       |
| 11        | 14  | Šárka Pančochová     | Chéquia        | 14.66     | 69.66     | 69.66  |       |
| 12        | 32  | Nadja Flemming       | Alemanha       | 55.66     | 67.00     | 67.00  |       |
| 13        | 18  | Elena Könz           | Suíça          | 63.33     | 21.33     | 63.33  |       |
| 14        | 36  | Lea Jugovac          | Croácia        | 50.00     | 33.00     | 50.00  |       |
| 15        | 33  | Natalie Good         | Nova Zelândia  | 12.00     | 44.66     | 44.66  |       |
| 16        | 27  | Asami Hirono         | Japão          | 21.00     | 20.00     | 21.00  |       |
| 17        | 23  | Kirra Kotsenburg     | Estados Unidos | 15.00     | DNS       | 15.00  |       |
|           | 28  | Anastasia Zhukova    | Rússia         | DNS       | DNS       | DNS    |       |

### Semifinal
A seguir estão os resultados da semifinal.
| Colocação | Bib | Nome                 | Nacionalidade  | Descida 1 | Descida 2 | Melhor | Notas |
| --------- | --- | -------------------- | -------------- | --------- | --------- | ------ | ----- |
| 1         | 9   | Jessika Jenson       | Estados Unidos | 82.00     | 24.75     | 82.00  | Q     |
| 2         | 10  | Zoi Sadowski Synnott | Nova Zelândia  | 23.00     | 69.00     | 69.00  | Q     |
| 3         | 3   | Cheryl Maas          | Países Baixos  | 29.75     | 55.25     | 55.25  |       |
| 4         | 35  | Antonia Yañez        | Chile          | 32.50     | 29.50     | 32.50  |       |
| 5         | 24  | Kjersti Buaas        | Noruega        | 22.50     | 28.50     | 28.50  |       |
| 6         | 17  | Queralt Castellet    | Espanha        | 19.00     | 16.25     | 19.00  |       |

### Final
A seguir estão os resultados da final.
| Colocação         | Bib | Nome                 | Nacionalidade  | Descida 1 | Descida 2 | Descida 3 | 2 melhores |
| ----------------- | --- | -------------------- | -------------- | --------- | --------- | --------- | ---------- |
| Medalha de ouro   | 1   | Anna Gasser          | Áustria        | 89.50     | JNS       | 100.00    | 189.50     |
| Medalha de prata  | 2   | Enni Rukajärvi       | Finlândia      | 79.50     | 85.75     | JNS       | 165.25     |
| Medalha de bronze | 13  | Silje Norendal       | Noruega        | 85.25     | 77.50     | JNS       | 162.75     |
| 4                 | 10  | Zoi Sadowski Synnott | Nova Zelândia  | 75.00     | JNS       | 75.25     | 150.25     |
| 5                 | 9   | Jessika Jenson       | Estados Unidos | 65.00     | 78.00     | JNS       | 143.00     |
| 6                 | 11  | Laurie Blouin        | Canadá         | JNS       | 92.00     | 28.00     | 120.00     |

Legenda
| Recorde mundial       | Recorde mundial (World record)               |                       | Recorde africano                      | Recorde africano (African) |                                           | Q | Classificado por posição (Qualified) |
| Recorde do campeonato | Recorde do campeonato (Championship record)  | Recorde da América    | Recorde da América (Americas)         | q                          | Classificado por melhor tempo (Qualified) |   |                                      |
| Melhor marca do ano   | Melhor marca do ano (World leading)          | Recorde asiático      | Recorde asiático (Asian)              | DNS                        | Não largou (Did not start)                |   |                                      |
| Recorde nacional      | Recorde nacional (National record)           | Recorde europeu       | Recorde europeu (European)            | DNF                        | Não terminou (Did not finish)             |   |                                      |
| Recorde pessoal       | Recorde pessoal do atleta (Personal best)    | Recorde da Oceania    | Recorde da Oceania (Oceania)          | DSQ / DQ                   | Desclassificado (Disqualified)            |   |                                      |
| Recorde da temporada  | Recorde da temporada do atleta (Season best) | Recorde sul-americano | Recorde sul-americano (South America) | NM                         | Sem marca (No mark)                       |   |                                      |